# La Tử Dật
La Trọng Khiêm (tiếng Anh: Him Law Chung Him, sinh ngày 28 tháng 8 năm 1984), sau đổi thành La Tử Dật, là một nam diễn viên người Hồng Kông.
Anh bắt đầu sự nghiệp diễn xuất của mình bằng cách đóng vai khách mời trong một số bộ phim nổi tiếng, đáng chú ý nhất là trong Đại Sư Tỷ 2005, cũng là bộ phim đầu tay của anh. Sau đó, anh bắt đầu quay một số bộ phim truyền hình và truyền hình và nhận được đề cử Nam diễn viên phụ xuất sắc nhất tại Giải thưởng thường niên TVB năm 2008 cho vai diễn trong bộ phim thể thao Oan Gia Tương Phùng.

## Tiểu sử
La Trọng Khiêm được sinh ra trong một gia đình người Khách Gia ở Hồng Kông. Khi bố mẹ anh ly dị khi anh còn nhỏ, anh được người chú nuôi không con nuôi dưỡng. Anh có một chị gái lớn hơn anh hai tuổi. Cha anh là một nhà tạo mẫu tóc, mẹ anh là một chuyên gia trang điểm và chị gái anh là một giáo viên piano.
Anh học tại trường trung học cơ sở Đại Bộ, là thành viên của đội bóng rổ và hiệp hội bóng đá. Anh ấy rất say mê thể thao, anh ấy sẽ đi tập bóng rổ hàng ngày sau giờ học và tập bóng đá vào mỗi tối trong tuần. Vào cuối tuần, anh sẽ đi chơi ở sân bóng đá vào ban ngày và sân bóng rổ vào ban đêm. Khi anh 16 tuổi, anh làm nhân viên cứu hộ bán thời gian.
Sau khi tốt nghiệp Trung học vào năm 2001, anh làm nhân viên cứu hộ trong một thời gian ngắn tại một hồ bơi tư nhân ở Hạo Cảnh Loan, đảo Thanh Y, sử dụng số tiền anh kiếm được để học tập và cứu hộ lặn tại Hiệp hội thể thao Happy Valley. Năm 2004, anh giành được giải thưởng Nhân viên cứu hộ hàng năm. Thấy rằng làm nhân viên cứu hộ kiếm được ít thu nhập và không phù hợp để trở thành nghề nghiệp cả đời, anh đã lên kế hoạch theo học một học viện cứu hỏa để trở thành lính cứu hỏa. Tuy nhiên, anh đã từ bỏ ý định và dự định vào học viện cảnh sát.

## Sự nghiệp
Tài năng của La Trọng Khiêm được phát hiện bởi một nhà sản xuất phim từ Giải trí Tinh Hạo của Hồng Kông khi đi cùng một người bạn nữ đến buổi thử vai. Vào thời điểm đó, anh đã nghĩ đến việc thay đổi công việc và đang chuẩn bị theo học tại một học viện cảnh sát. Tò mò về sự nghiệp diễn xuất, anh đã ký hợp đồng quản lý và diễn xuất với Giải trí Tinh Hạo với sự ủng hộ từ cả gia đình và bạn bè.  Anh ra mắt trong năm 2005 tại Hồng Kông đó là một bộ phim hành động Đại Sư Tỷ là bạn trai của nhân vật do Lưu Tâm Du thủ vai. Anh sớm bắt đầu tham gia nhiều bộ phim Hồng Kông khác với vai trò là nhân vật phụ, trong đó nhiều bộ phim chủ yếu là vào vai người yêu của các nhân vật do Giang Nhược Lâm đóng.
Sau khi tham gia một số bộ phim truyền hình trên internet do RTHK sản xuất, anh bắt đầu quay cho các bộ phim truyền hình do TVB sản xuất để "nâng cao diễn xuất của mình". Mặc dù Đường Đua Chiến Thắng là bộ phim truyền hình đầu tiên của anh được phát sóng trên truyền hình, nhưng lần đầu tiên anh quay bộ phim hài kịch thể thao năm 2008 Oan Gia Tương Phùng, đóng cùng Âu Dương Chấn Hoa và Đặng Tụy Văn. Anh đóng vai Phàn Bái Đông, một cầu thủ bóng đá ở trường trung học, và nhận được đề cử Nam diễn viên phụ xuất sắc nhất tại Lễ trao giải Giải thưởng thường niên TVB 2008.
Theo anh, việc quay phim cho các bộ phim truyền hình rất khó khăn khi anh chỉ ngủ được hai đến bốn giờ mỗi ngày, nhưng anh đã thốt lên rằng đó là một cách tốt để cải thiện diễn xuất của mình.  Anh nhận được lời khen ngợi và công nhận rộng rãi hơn qua diễn xuất của anh trong bộ phim hài tội phạm năm 2009 Đội Điều Tra Đặc Biệt.
Anh đóng vai Chiêm Thụ Bang, một nhà điều tra trẻ và thông minh về công nghệ làm việc cho đơn vị điều tra DIE của sở cảnh sát.
Anh sau đó được chọn đóng vai em trai của Mã Đức Chung trong bộ phim hài lãng mạn Giữ Lại Tình Yêu, do Phan Gia Đức sản xuất. Nhân vật của anh, Ken, là một huấn luyện viên đấm bốc người Thái tốt nghiệp đại học. Để chuẩn bị cho vai diễn của mình, anh dành nửa năm trong phòng tập thể dục, tập luyện trong hai giờ liền. Để đạt được vẻ ngoài rám nắng, anh luôn ở dưới ánh mặt trời trong hơn hai giờ.

## Đời sống cá nhân
La Trọng Khiêm có mối quan hệ phức tạp với Phó Lợi Doanh từ tháng 1 năm 2010 đến tháng 7 năm 2011. Vào tháng 8 năm 2011, Phó Lợi Doanh đã công khai cáo buộc anh lạm dụng thể xác. Hình ảnh những vết bầm tím của cô cũng được công khai. Anh đã xin lỗi trong một cuộc họp báo về hành động của mình và thừa nhận rằng có sự thiếu tin tưởng cơ bản trong mối quan hệ.
Anh bắt đầu mối quan hệ với Dương Di sau khi hợp tác trong bộ phim truyền hình Sứ Mệnh 36 Giờ năm 2011. Sau 5 năm hẹn hò, họ đã tổ chức lễ cưới riêng tại lâu đài Leeds ở Kent, Anh vào tháng 3 năm 2016. Họ đã tổ chức lễ cưới lần thứ hai tại Hồng Kông vào tháng 10 năm 2016 và đăng ký kết hôn.
Ngày 13 tháng 2 năm 2020, cả hai thông báo việc Dương Di đang mang thai trên mạng xã hội. Ngày 16 tháng 4 cùng năm, con gái đầu lòng ra đời.

## Sự nghiệp diễn xuất của La Trọng Khiêm

### Phim truyền hình
| Năm  | Tựa                           | Vai Diễn                   | Ghi Chú |
| ---- | ----------------------------- | -------------------------- | ------- |
| 2008 | Đường đua chiến thắng         | A Khiêm                    |         |
| 2008 | Oan gia tương phùng           | Phàn Bái Đông              |         |
| 2009 | Đội điều tra đặc biệt II      | Chiêm Thụ Bang             |         |
| 2010 | Giữ lại tình yêu              | Ken Ngô Trọng Khang        |         |
| 2011 | Mì gia đại chiến              | Roy Lê Bách Hi             |         |
| 2012 | Nam nữ chọn nhà               | Quan Gia Vinh              |         |
| 2012 | Sứ mệnh 36 giờ                | Dương Bái Thông            |         |
| 2012 | Lời hứa vội vàng              | Hà Đức Dạng                |         |
| 2012 | Phi hổ                        | Du Học Lễ                  |         |
| 2012 | Sui gia nan giải              | Vincent Trạch Hữu Thanh    |         |
| 2012 | Ranh giới thiện ác            | Du Học Lễ                  |         |
| 2013 | Bao la vùng trời II           | Chiêm Tử Lân               |         |
| 2013 | Sứ mệnh 36 giờ II             | Dương Bái Thông            |         |
| 2013 | Mùa tình yêu                  | Season Thi Thần            |         |
| 2014 | Phi hổ II                     | Du Học Lễ                  |         |
| 2014 | Thố nương tử                  | Tiền Thông                 |         |
| 2015 | Xung tuyến                    | Jedi Du Đạt                |         |
| 2016 | Cuộc chiến thời trang         | Francis Phạm Quốc Bang     |         |
| 2018 | Vô gián đạo (bản truyền hình) | Vi Tuấn Hiên               |         |
| 2020 | Nhân chứng rắc rối            | Cao Lực Cơ/Cao Triển Tường |         |
| 2021 | Lực lượng phản ứng 5          | Lưu Đạt Hoa (Hoa Dee)      |         |
| 2021 | Bác sĩ nhi khoa               | Shaun Văn Bá Hi            |         |
| 2022 | Danh tiếng gia tộc            | Thomas Mã Diệu Đường       |         |

### Phim điện ảnh
| Năm  | Tên Phim                                             | Vai Diễn         | Ghi chú |
| ---- | ---------------------------------------------------- | ---------------- | ------- |
| 2005 | Đại Sư Tỷ                                            | Tiểu Hồng Mạo    |         |
| 2006 | Hắc Dạ Chi Quỷ Lân                                   |                  |         |
| 2007 | Bắt Cóc                                              | Phát Tử          |         |
| 2007 | Theo dõi                                             | Cảnh sát         |         |
| 2008 | Ái· đấu đại                                          | Trọng Khiêm      |         |
| 2008 | Lục lâu hậu tạo 2 gia chúc tạ lễ                     | A Khiêm          |         |
| 2008 | Một nữa là lửa, một nữa là biển                      | em trai Lệ Xuyên |         |
| 2010 | Cảm giác tội lỗi                                     | Trạch            |         |
| 2011 | Bãi biển Spike                                       | Tim              |         |
| 2011 | Cuộc hẹn sau ly hôn                                  | Thế Kiệt         |         |
| 2011 | Chuyện tình ma quỷ                                   | Gia Minh         |         |
| 2013 | Người trong giang hồ: trật tự mới                    | Trần Hạo Nam     |         |
| 2013 | Tây du ký: Đại náo Thiên cung                        | Mộc Tra          |         |
| 2013 | Cuộc phiêu lưu của nhà Croods                        | A Quái           |         |
| 2014 | Lời nói dối thứ 7                                    | A Tang           |         |
| 2014 | Cậu bé rừng xanh (phim 2013)                         | Tarzan           |         |
| 2016 | Tây du ký 2: Tôn Ngộ Không ba lần đánh Bạch Cốt Tinh | Sa Tăng          |         |
| 2016 | Bong bóng mùa hè                                     | Âu Thần          |         |
| 2016 | Thánh ăn trở lại                                     | Đỗ Nhất Phong    |         |
| 2018 | Tây Du Ký 3: Nữ Nhi Quốc                             | Sa Tăng          |         |
| 2019 | Tiểu Q                                               | Simon            |         |
| 2019 | Hành trình                                           | Wen Tianyu       |         |

## Giải thưởng và đề cử
| Năm  | Giải Thưởng                   | Hạng Mục                                   | Tác Phẩm            | Kết Quả   |
| ---- | ----------------------------- | ------------------------------------------ | ------------------- | --------- |
| 2008 | Giải thưởng thường niên TVB   | Nam diễn viên phụ xuất sắc nhất            | Oan gia tương phùng | Đề cử     |
| 2010 | Golden Calf Award             | Improved 180                               |                     | Đoạt giải |
| 2010 | Giải thưởng thường niên TVB   | Nam nhân vật được yêu thích nhất           | Sưu hạ lưu tình     | Đề cử     |
| 2010 | Giải thưởng thường niên TVB   | Nam diễn viên tiến bộ nhất                 | Sưu hạ lưu tình     | Đề cử     |
| 2011 | Next TV Awards                | Nam nghệ sĩ triển vọng nhất                |                     | Đoạt giải |
| 2012 | MY AOD Favourites Awards 2012 | Tình nhân màn ảnh được yêu thích nhất      | Sui gia nan giải    | Đề cử     |
| 2012 | MY AOD Favourites Awards 2012 | Top 15 nhân vật truyền hình yêu thích nhất | Sứ mệnh 36 giờ      | Đoạt giải |
| 2012 | MY AOD Favourites Awards 2012 | Nam diễn viên phụ yêu thích nhất của tôi   | Sứ mệnh 36 giờ      | Đoạt giải |
| 2013 | Giải thưởng thường niên TVB   | Nam diễn viên phụ xuất sắc nhất            | Sứ mệnh 36 giờ      | Đề cử     |
| 2013 | Giải thưởng thường niên TVB   | Nam diễn viên tiến bộ nhất                 | Sứ mệnh 36 giờ      | Đề cử     |
| 2013 | StarHub TVB Awards            | Nam diễn viên tiến bộ nhất                 |                     | Đoạt giải |
| 2013 | TVB Star Awards Malaysia      | Nam diễn viên phụ xuất sắc nhất            | Sứ mệnh 36 giờ      | Đoạt giải |